# Pinatubo
Der Pinatubo ist ein aktiver Vulkan auf den Philippinen im Westen der Insel Luzon. Der heute 1486 m hohe Berg (vor dem Ausbruch von 1991 war er 1745 m hoch) liegt 93 km nordwestlich von Manila und 26 km westlich von Angeles City. Er befindet sich im Grenzdreieck der Provinzen Zambales, Bataan und Pampanga, in den Zambales-Bergen. Bis zum Jahr 1991 galt der Vulkan als erloschen. Die letzte große Eruption des Pinatubo ereignete sich am 15. Juni 1991 nach einer rund 550-jährigen Ruhezeit und war eine der gewaltigsten des 20. Jahrhunderts.
Die Vorhersage des bevorstehenden Ausbruches führte zur Evakuierung der umliegenden Gebiete, wovon zehntausende Menschen betroffen waren. Trotzdem starben durch den Ausbruch und seine Folgen mindestens 875 Menschen. Darüber hinaus wurde das umliegende Land durch pyroklastische Ströme, Ascheschichten und später auch durch Lahare zerstört.
Die Auswirkungen dieser plinianischen Eruption waren weltweit spürbar. Sie bewirkte eine größere Freisetzung von Aerosolen in die Stratosphäre als irgendein anderer Vulkanausbruch seit dem Ausbruch des Krakatau im Jahre 1883. Das führte in den folgenden Monaten zu einer globalen Schicht aus schwefelsäurehaltigem Nebel. Weiterhin waren ein Temperaturabfall um 0,5 °C und eine erhöhte Ozonreduktion zu verzeichnen.

## Der Pinatubo und das umliegende Gebiet
Der Pinatubo ist Teil einer Vulkankette, die sich entlang der westlichen Spitze der Insel Luzon erstreckt. Es handelt sich dabei um Vulkane einer Subduktionszone, welche durch das Absinken der philippinischen Platte unter die eurasische Platte entlang des Manilagrabens und das dabei aufsteigende Magma gespeist werden.

## Bevölkerung

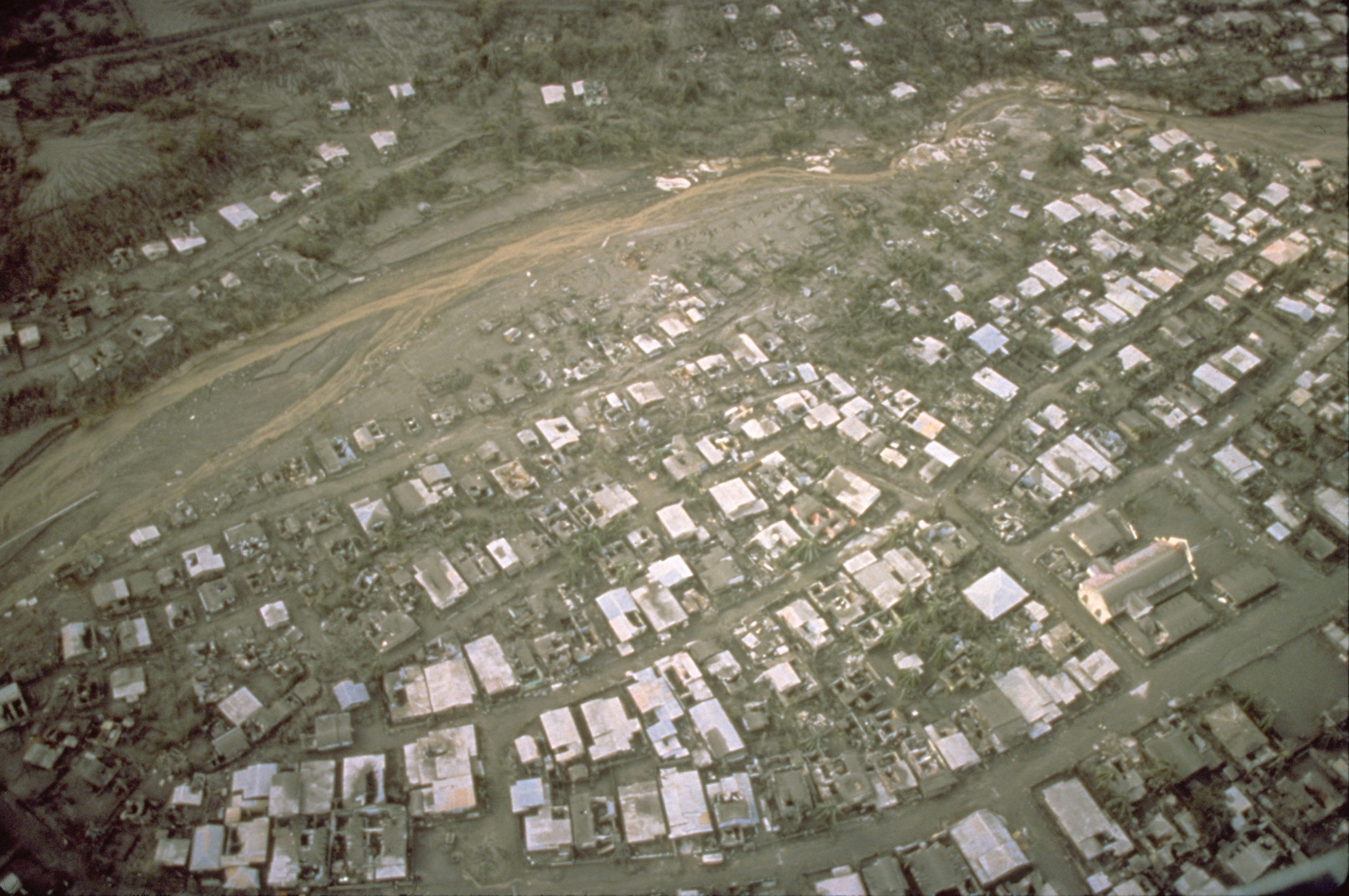
Nach dem Ausbruch, Aufnahme vom 22. Juni 1991

Das Wort „Pinatubo“ bedeutet in der Sprache der Sambal und Tagalog „es wachsen lassen“, was mit dem Wissen über einen Ausbruch um 1500 in Zusammenhang stehen könnte, obwohl Berichte von den früheren Eruptionen nicht überliefert wurden. Stattdessen könnte „Pinatubo“ auch als Platz zu verstehen sein, an dem Getreide besonders gut gedeiht. Vor der Katastrophe von 1991 war der Berg ein unauffälliger Vulkan, dessen Existenz den meisten Menschen in den umliegenden Gebieten unbekannt war. Sein höchster Punkt lag zwar 1745 m über dem Meeresspiegel, jedoch nur 600 m höher als die umgebenden Ebenen und nur 200 m höher als die umliegenden Gipfel, die ihn eher verdeckten. Am Hang des Vulkans lebten seit Jahrtausenden, also auch vor und nach vorangegangenen Ausbrüchen, Jäger und Sammler der Ureinwohner-Volksgruppe der Aeta. Nach dem Ausbruch im Jahr 1991 wurden durch die Regierung viele in Gebiete umgesiedelt, die vom Ausbruch nicht oder weniger betroffen waren. Insgesamt lebten ungefähr 30.000 Menschen an den Hängen in Dörfern und kleineren Ansiedlungen.

## Vegetation
Der dichte Dschungel, der den größten Teil der vielen umliegenden Berge bedeckte, brachte den Jägern einen Vorteil. Dagegen waren die flacheren Gebiete aufgrund der monsunbedingt starken Niederschläge von insgesamt zirka 4000 mm pro Jahr und dem fruchtbaren vulkanischen Boden eher für Agrarwirtschaft geeignet. So leben heute im Radius von 40 km um den Vulkan wieder eine halbe Million Menschen, wobei die großen Bevölkerungszentren Angeles (150.000) und Clark Air Base (20.000) mit einberechnet wurden.

## Gewässer
Viele wichtige Flüsse haben ihren Ursprung am Pinatubo. Unter anderem der Bucao, Santo Tomas, Maloma, Tanguay und der Kilengfluss. Vor der Eruption von 1991 waren diese Flüsse ein bedeutendes Ökosystem, aber die Eruption überschüttete viele Täler mit pyroklastischen Schichten. So sind die Flüsse heute mit Sediment blockiert und in den Tälern ereignen sich des Öfteren Lahare. Studien haben gezeigt, dass das Flusssystem auch zirka 15 Jahre nach der Eruption noch viele Jahre brauchen wird, um sich zu erholen.
Die letzten Überreste der ehemals bis zu 200 m hohen Laharablagerungen werden durch die starken Niederschläge der Regenzeit und mit der Überwucherung durch die üppige Vegetation bald verschwunden oder dem menschlichen Auge verborgen sein.

## Geologische Geschichte

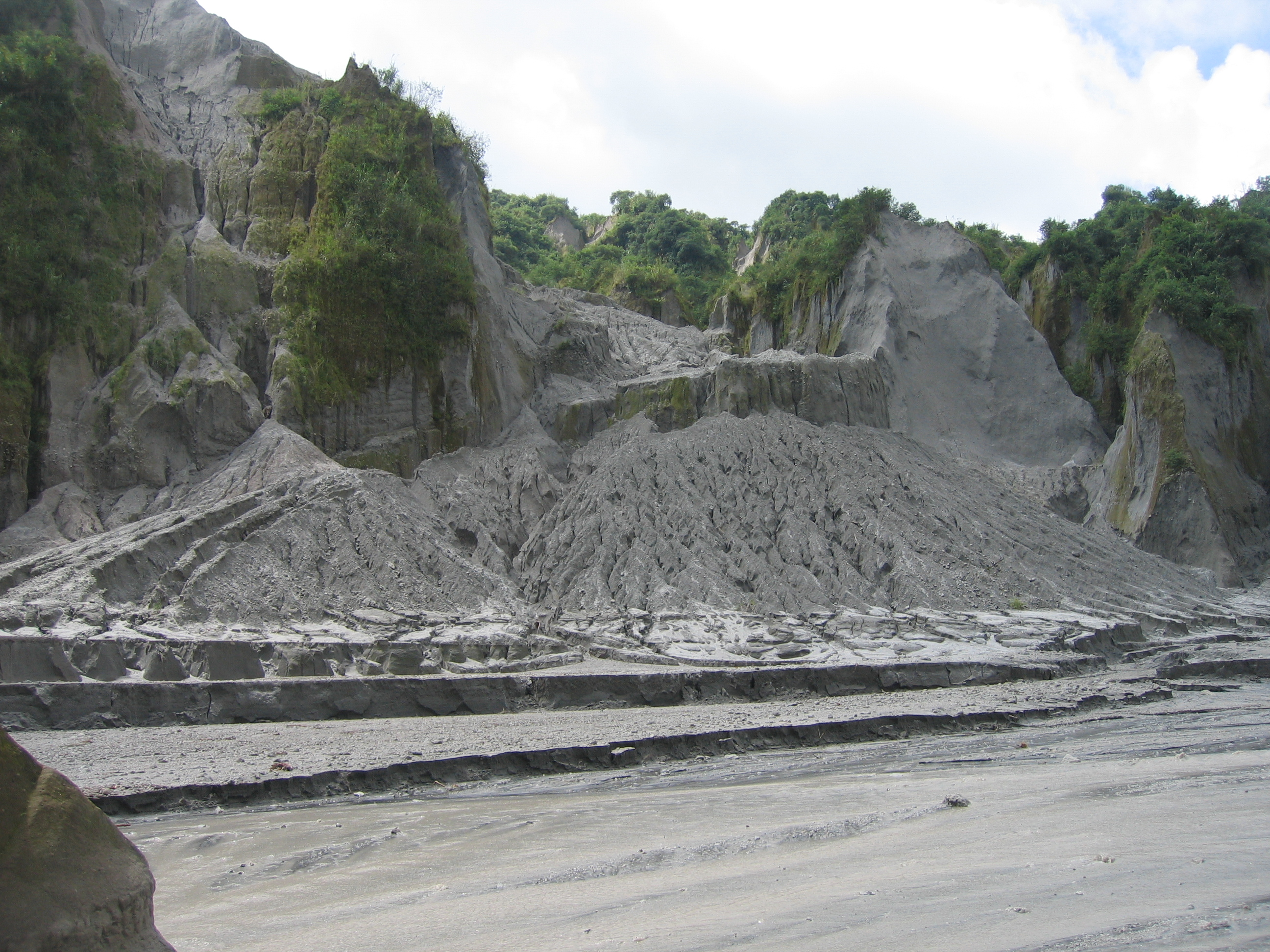
In den Canyons sind noch immer die mächtigen Laharablagerungen zu sehen

Obwohl es kein Wissen über frühere größere Eruptionen in dem Gebiet um Pinatubo gab, berichten einige Aeta, dass deren Älteste sich an einige kleine Explosionen in der Vergangenheit erinnern können. Pinatubo war bereits vor der Eruption 1991 als geothermales Gebiet bekannt und kleinere Explosionen sind in solchen Gebieten nichts Besonderes. Erst nach 1991 begannen die Geologen, die Eruptionsgeschichte im Detail zu untersuchen. Man kann sie in die zwei Zeitalter, alter und moderner Pinatubo einteilen.

### Alter Pinatubo
Vieles vom felsigen Gebiet um den heutigen Vulkan stammt aus Überresten des alten Pinatubo. Dieser Vulkan war ungefähr dort, wo der heutige Pinatubo jetzt ist. Die Aktivität scheint bereits vor 1,1 Millionen Jahren angefangen zu haben. Der alte Pinatubo könnte eine Größe von ungefähr 2300 m über dem Meeresspiegel erreicht haben, das geht aus dem Profil des übrig gebliebenen niedrigeren Hangs hervor.
Viele Berge in der Nähe des modernen Pinatubo sind alte Satellitenschlote des alten Pinatubo. Sie entstanden durch Schlotpfropfen und Lavadome. Einige Berge sind auch Überreste des alten Pinatubo. Sie blieben erhalten, weil es erosionsresistente Teile des alten Berghanges waren, während die weniger resistenten Teile durch den Wettereinfluss erodiert sind.

### Heutiger Pinatubo
Die Bildung des heutigen Pinatubo begann vor 35.000 Jahren durch die stärkste Eruption seiner Geschichte. Bis zu 100 m dicke Schichten mit pyroklastischem Material wurden in alle Richtungen des Berges geworfen. Die Gesamtmenge des ausgeworfenen Materials betrug 25 km³. Das Verschwinden dieser enormen Materialmenge aus der darunterliegenden Magmakammer führte zur Bildung einer großen Caldera.

## Ausbruch 1991

### Anzeichen eines Ausbruchs
Am 16. Juli 1990 kam es zu einem Erdbeben der Stärke 7,8 auf der Momenten-Magnituden-Skala im Zentrum Luzons. Das Epizentrum lag 100 km nordöstlich des Pinatubo. Laut führenden Vulkanologen könnte das die Ursache für den Ausbruch im Jahr 1991 sein, obwohl das heute nicht mehr eindeutig nachzuweisen ist. Zwei Wochen später begann der Vulkan zu dampfen. Wissenschaftler, die daraufhin den Vulkan untersuchten, waren jedoch eher der Meinung, dass kleinere Erdrutsche und nicht etwa Eruptionsaktivitäten dafür verantwortlich waren.
Anfang 1991 konnten Dorfbewohner ein kleines Erdbeben an der Nordwestseite des Vulkans wahrnehmen. In den nächsten zwei Wochen folgten weitere Erdbeben steigender Intensität, wodurch klar wurde, dass vulkanische Aktivität bevorstand. Am 2. April kam es zum Ausbruch. Zuerst traten phreatische Eruptionen in der Nähe des Gipfels entlang einer 1,5 km langen Spalte auf. In den nächsten zwei Wochen hielten die kleineren Eruptionen an, die die umliegenden Gebiete mit Asche bedeckten. Seismographen registrierten jeden Tag hunderte Erdbeben.
Wissenschaftler begannen sofort Analysen zu betreiben, um Hinweise auf frühere Eruptionen zu erhalten. Die Radiokohlenstoffmethode an Holzkohle, die in alten vulkanischen Schichten gefunden wurde, brachte drei Haupteruptionen in früheren Jahrtausenden zutage. Sie fanden vor 5500, 3500 und 500 Jahren statt. Geologische Karten zeigen, dass viele der umliegenden Ebenen durch Schichten von Laharen während früherer Eruptionen entstanden sind. Die vulkanische Aktivität stieg während der Monate April und Mai. Messungen des Schwefeldioxid-Ausstoßes zeigten ein Ansteigen der Werte von 500 Tonnen am 13. Mai auf 5000 Tonnen pro Tag am 28. Mai. Die Menge an ausgestoßenem Schwefeldioxid wurde danach schlagartig weniger. Man befürchtete, dass das Ausgasen des Magmas blockiert worden war, was zu einem Druckanstieg in der Magmakammer führen und eine explosive Eruption wahrscheinlich machen würde.
Am 3. Juni kam es zur ersten Magmaeruption und am 7. Juni zur ersten großen Explosion mit einer 7 km hohen Aschesäule. Das philippinische Institut für Vulkanologie und Seismologie (PHIVOLCS) brachte eine Warnung vor einer Haupteruption in den nächsten zwei Wochen heraus.

### Evakuierung

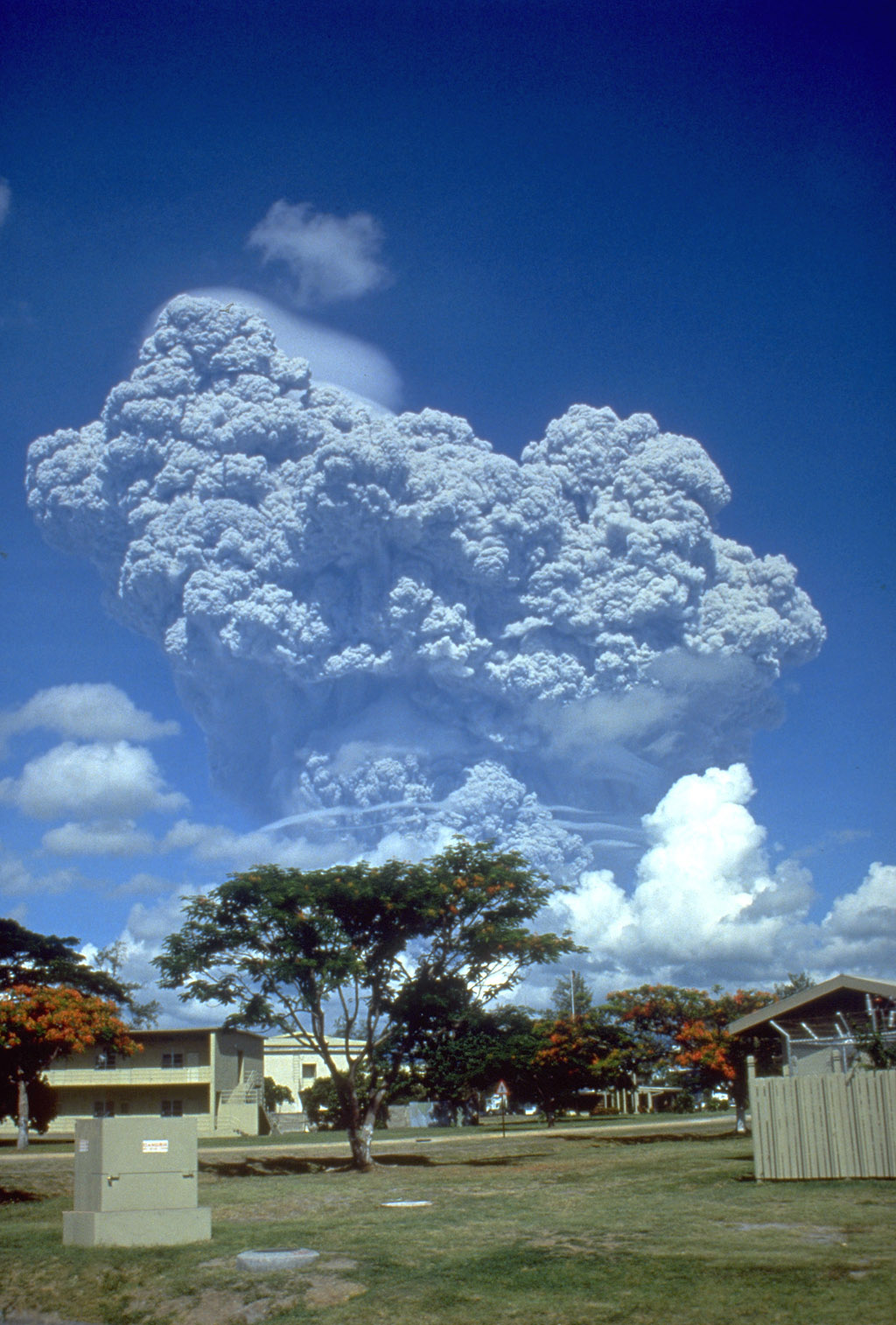
Der Pinatubo-Ausbruch am 12. Juni 1991, gesehen von der Clark Air Base, etwa 20 km östlich des Vulkangipfels

Da alle Anzeichen darauf hindeuteten, dass eine große Explosion unmittelbar bevorstand, arbeitete PHIVOLCS mit dem US Geological Survey zusammen, um die Ortsansässigen von der Ernsthaftigkeit zu überzeugen. Eine falsche Warnung hätte zur Wirkungslosigkeit späterer Warnungen geführt, während das Warten Tausenden den Tod gebracht hätte. Die Vulkanologen standen also unter Druck, eine rechtzeitige und genaue Einschätzung des Ausbruchrisikos zu erarbeiten.
Es wurden drei Evakuierungszonen definiert. Die innerste hatte einen Radius von 10 km um den Vulkan, die zweite einen Abstand von 10 bis 20 km zum Zentrum und die letzte von 20 bis 40 km. In der ersten und zweiten Zone lebten ungefähr 40.000 Menschen, während es in der dritten Zone 331.000 Menschen waren. Fünf Warnstufen der vulkanischen Aktivität wurden festgelegt, von Stufe 1 (geringe seismische Unruhen) bis Stufe 5 (Haupteruption findet gerade statt). Tägliche Warnungen wurden herausgegeben. Sie enthielten jeweils die Stufe für die Zonen, die in Gefahr waren. Die Informationen wurden sowohl über nationale Zeitungen, Radio, Fernsehen und Nichtregierungsorganisationen verbreitet als auch direkt an die Betroffenen weitergegeben.
Viele der Aeta, die an den Hängen des Vulkans wohnten, verließen ihre Dörfer freiwillig, als im April die ersten Explosionen begannen. Sie versammelten sich in einem Dorf 12 km vom Gipfel entfernt. Als die Eruptionen eskalierten, zogen sie immer weiter vom Vulkan weg. Einige Aeta zogen in den zwei Monaten bis zu neunmal um.
Die erste offizielle Evakuierung erfolgte in der Zehnkilometerzone am 7. April. Die Evakuierung der zweiten Zone wurde angeordnet, als am 7. Juni Warnstufe 4 ausgegeben wurde. Als man dann am 14. Juni auf Warnstufe 5 ging, wurde auch die dritte Zone evakuiert. Vor dem 15. Juni hatten 60.000 Menschen ein Gebiet 30 km um den Vulkan verlassen. Die meisten Menschen wurden kurzzeitig in Manila oder Quezon City untergebracht. 30.000 von ihnen benutzten das Amoranto-Stadion in Quezon City als Flüchtlingslager.

### Aufbau der Eruption bis zum Höhepunkt
Anfang Juni 1991 zeigten Neigungsmessungen, dass der Vulkan sich aufblähte. Es war klar, dass die Ursache die steigende Menge an Magma war, die sich im Speicher unter dem Vulkan sammelte. Zur gleichen Zeit wurden seismische Aktivitäten 5 km nordwestlich des Gipfels nicht tief unter der Gesteinsoberfläche gemessen. Am 7. Juni kam es zur ersten Magmaeruption in Form eines Lavadoms am Gipfel des Vulkans. Der Lavadom wuchs in den nächsten fünf Tagen wesentlich. Er erreichte einen Durchmesser von 200 m und eine Höhe von 40 m.
Eine kleine Explosion am 12. Juni um 03:41 Uhr markierte den Anfang einer neuen gewaltigeren Phase der Eruptionen. Ein paar Stunden später hielten große Explosionen eine halbe Stunde lang an. Sie erzeugten eine Eruptionssäule, die schnell Höhen von über 19 km erreichte, wodurch sich pyroklastische Ströme in einigen Flusstälern bis zu 4 km vom Gipfel ausdehnten. 14 Stunden später schleuderte eine Eruption Asche bis zu 24 km in die Höhe. Durch den Ausbruch entstanden viele Eruptionsgewitter.
Die dritte große Eruption begann am 13. Juni um 08:41 Uhr nach mehreren kleineren Erdbeben in den vorherigen zwei Stunden. Diese wurden in den nächsten fünf Minuten stärker und die Eruptionssäule erreichte wieder 24 km Höhe. Nach drei Stunden Ruhe begann die seismische Aktivität erneut. Sie wurde innerhalb der nächsten 24 Stunden immer intensiver, bis am 14. Juni um 13:09 Uhr eine dreiminütige Eruption eine 21 km hohe Eruptionswolke erzeugte. Aus der Aschewolke fiel durch die vier großen Eruptionen das vulkanische Material Tephra besonders im Südwesten des Vulkans. Zwei Stunden nach der letzten der vier Explosionen kam es zu einer Serie von Eruptionen, die die nächsten 24 Stunden andauerten und zu wesentlich größeren pyroklastischen Strömen führten und an den Seiten des Vulkans viele Kilometer die Flussläufe hinunter gelangten.

### Haupteruption

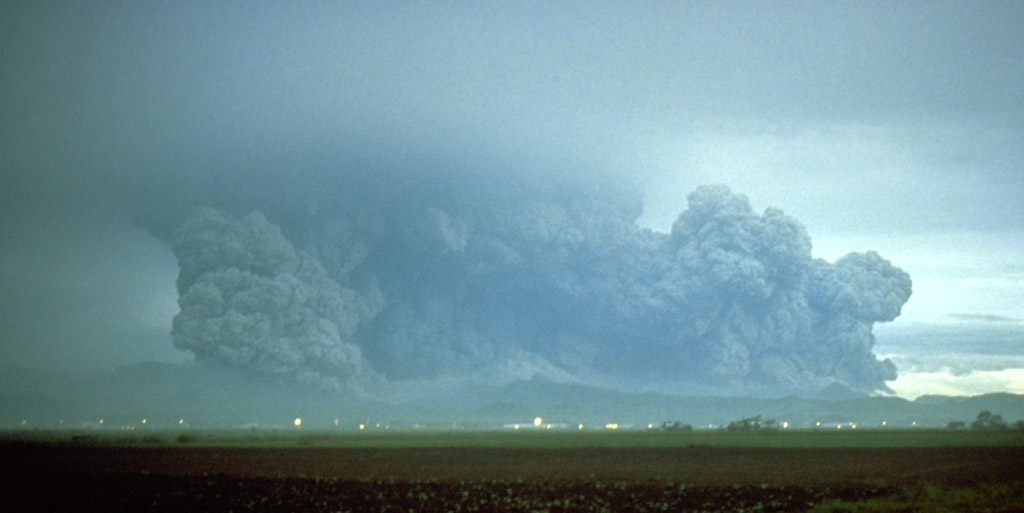
Der Pinatubo am Morgen des 15. Juni 1991 von der Clark Air Base aus gesehen. Wegen des Taifuns Yunya liegt die Eruptionssäule fast waagerecht.

Am 15. Juni konnte man den Anfang der großen Eruption sehen. Große Erdbeben begannen um 13:42 Uhr. Sie störten die Seismographen der Clark Air Base, so dass diese um 14:30 Uhr stillgelegt werden mussten. Auch eine große Variation des atmosphärischen Drucks wurde wahrgenommen.
Am selben Tag zog der Taifun Yunya ungefähr 75 km nördlich des Vulkans über die Insel. Dadurch wurde eine direkte Beobachtung der Eruption unmöglich. Durch Messungen konnte jedoch gezeigt werden, dass Asche während der gewaltigsten, dreistündigen Phase bis zu 34 km in die Höhe geschleudert wurde. Pyroklastische Ströme flossen bis in eine Entfernung von 16 km vom Gipfel.

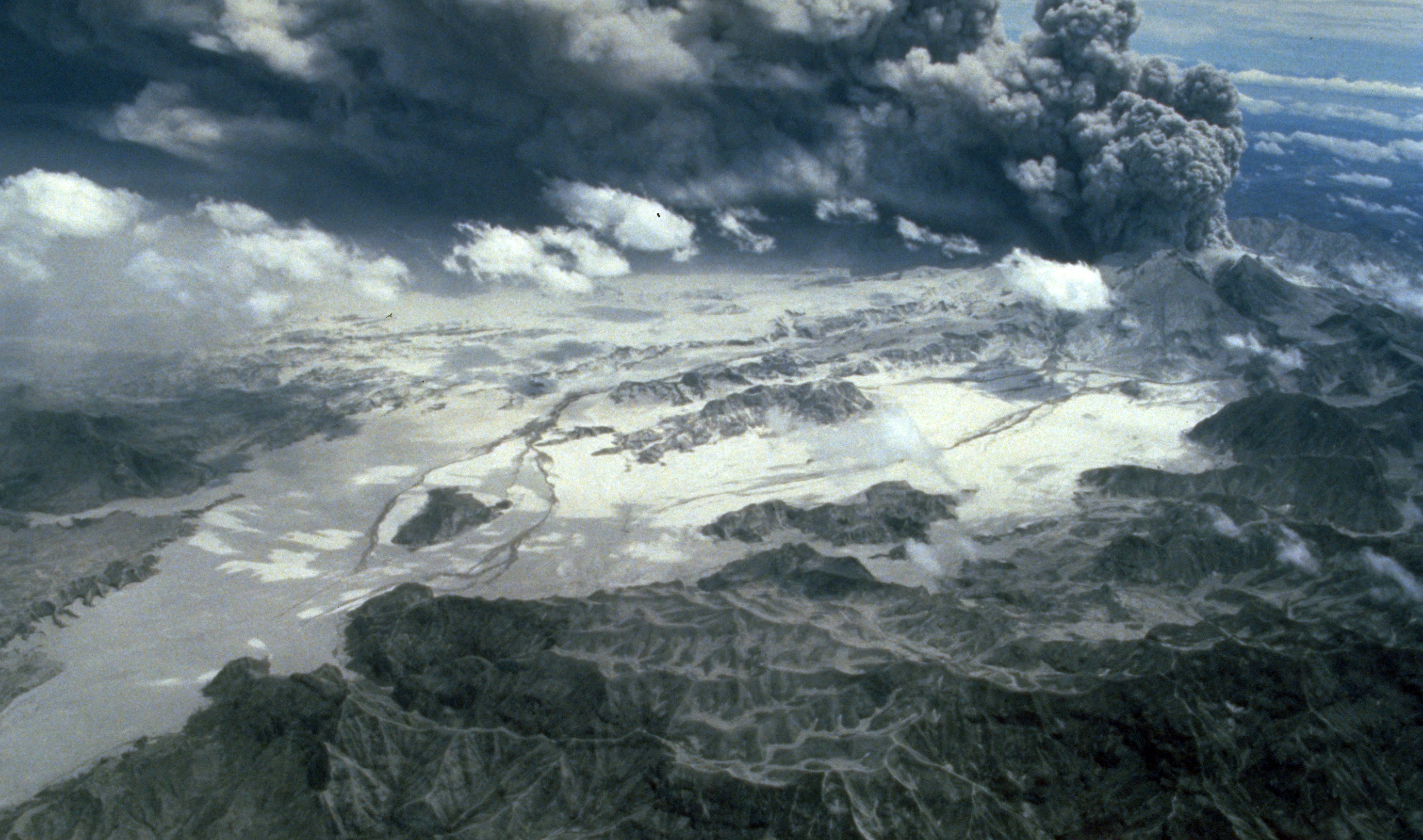
Der Pinatubo mit dem Marella-Flusstal nach der Haupteruption. Das Tal wurde durch den Ausbruch des Vulkans stellenweise bis zu 200 m mit den Ablagerungen pyroklastischer Ströme aufgefüllt.

Die Aschewolke umfasste eine Fläche von 125.000 km² und führte zu totaler Dunkelheit über Luzons Zentrum. Der Ascheregen erreichte fast alle Inseln und formte eine massive schneeähnliche Schicht, die sich zunehmend mit Regenwasser vollsog und instabil wurde. Die großen Wassermengen der Taifunregen vermischten sich mit Ascheschichten, so dass massive Lahare die Folge waren. Tephra fiel bis in das südchinesische Meer und sogar noch in Vietnam, Kambodscha und Malaysia kam es zu Ascheregen. Gegen 22:30 Uhr, neun Stunden nach dem Höhepunkt der Haupteruption, fielen die Druckwellen wieder auf die Stärke, die vor der Haupteruption vorgeherrscht hatte. Es waren zwar keine Seismographen in der Umgebung des Pinatubo mehr in Betrieb, jedoch nehmen Vulkanologen an, dass gegen 22:30 Uhr die Hauptphase der Eruption beendet war.

### Auswirkungen
Insgesamt wurde durch die Eruption ungefähr 10 km³ Tephra ausgeworfen. Es ist damit die größte Eruption seit Novarupta 1912 und sie ist ungefähr 10-mal größer als die Eruption von Mount St. Helens 1980. Diese gewaltige Explosion hatte den Vulkanexplosivitätsindex 6. Der frühere Gipfel des Vulkans war nun ein 2,5 km breiter Krater. Der höchste Punkt des Kraters liegt jetzt 1486 m über dem Meeresspiegel. Das sind 259 m weniger als der Gipfel vor der Eruption hatte.
Mindestens 875 Menschen kamen während der Eruption um, die meisten von ihnen, weil die Dächer ihrer Häuser durch das schwere Asche-Wasser-Gemisch einstürzten. Das war eine Gefahr, die durch den Taifun noch einmal verstärkt wurde. Die Evakuierung großer Gebiete vor der Eruption rettete hier wahrscheinlich zehntausenden Menschen das Leben und kann für die Vulkanologen und die Eruptionsvorhersage als ein großer Erfolg gesehen werden.
Seit der Eruption kommt es während jeder Regenzeit zu weiteren Laharen, weshalb schon tausende Menschen umziehen mussten. Hunderte sind wegen der schlechten sanitären Verhältnisse in den Flüchtlingslagern gestorben. Die Landwirtschaft hatte ebenfalls unter den Auswirkungen der Eruption zu leiden. Hunderte Quadratkilometer anbaufähigen Landes wurden unfruchtbar und die Existenz tausender Bauern wurde zerstört.
Die USA unterhielten zwei große Militärstützpunkte in der Region. Die Subic Bay Naval Base befand sich 40 km südlich und die Clark Air Base 20 km östlich des Vulkangipfels. Nachdem sie durch die Eruption ernstlich beschädigt wurden, wurden beide wie geplant an die Philippinen zurückgegeben.
Obwohl die Eruption von 1991 eine der gewaltigsten des 20. Jahrhunderts war, war sie laut Meinung der Geologen schwächer als andere in der Geschichte des Pinatubos.

### Soziale und ökonomische Auswirkungen

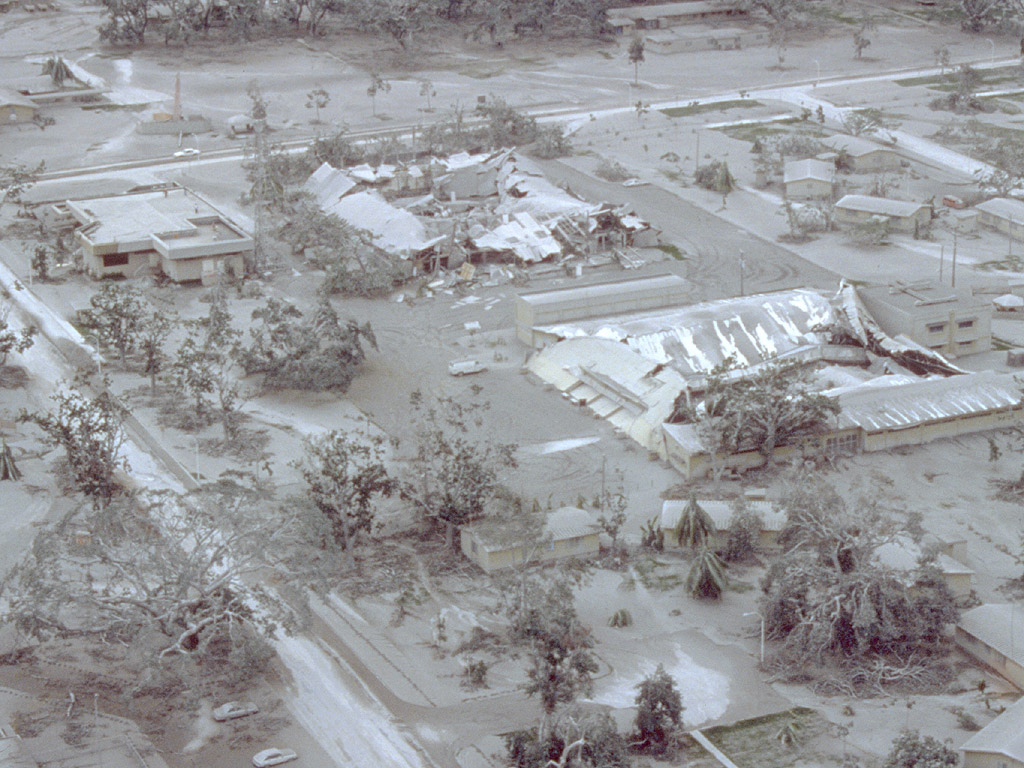
Die Clark Air Base nach ihrer Aufgabe durch die USA

Die Eruption erschwerte die ökonomische Entwicklung der umliegenden Gebiete. Starke Schäden entstanden an Gebäuden und Infrastruktur, deren Reparatur Milliarden Pesos kostete. Weitere Kosten entstanden durch den Bau von Kanälen und Dämmen, um die posteruptiven Lahare zu kontrollieren.
Insgesamt waren 364 Gemeinden und 2,1 Millionen Menschen durch die Eruption betroffen. Mehr als 8000 Häuser wurden komplett zerstört. Weitere 73.000 Häuser wurden beschädigt. Zusätzlich zu diesen ernsthaften Schäden wurden Straßen und Kommunikationseinrichtungen überall um den Vulkan durch pyroklastische Ströme oder Lahare beschädigt oder zerstört. Die Gesamtkosten für die Reparatur betrugen 3,8 Milliarden Pesos. Viele Aufforstungsprojekte wurden durch die Eruption zunichtegemacht. Ein Gesamtgebiet von 150 km² im Wert von 125 Millionen Pesos wurde zerstört. Die Landwirtschaft wurde stark gestört. 8000 km² Reisfläche wurden verwüstet und 800.000 Stück Vieh und Geflügeltiere starben. Der landwirtschaftliche Schaden betrug 1,5 Milliarden Pesos.
Der Schaden an medizinischen Einrichtungen und die rasche Ausbreitung von Krankheiten in den Flüchtlingslagern führten in den Monaten nach der Eruption zu einer stark ansteigenden Todesrate. Die Schulbildung konnte wegen der zerstörten Schulen nicht mehr fortgesetzt werden. Das Gebiet um Pinatubo trug zehn Prozent zum Bruttosozialprodukt bei. Es wuchs in dieser Region vorher jährlich um fünf Prozent, fiel aber nach der Eruption von 1990 bis 1991 um drei Prozent.

### Globale Auswirkungen
Die gewaltige Eruption brachte eine enorme Menge an Aerosolen und Staub in die Stratosphäre. Schwefeldioxid (SO2)
oxidierte in der Erdatmosphäre und erzeugte Nebel aus Schwefelsäuretropfen, die sich in die Stratosphäre ausbreiteten, kreisten drei Wochen lang um die Erde. Es wurden insgesamt 17 Millionen Tonnen SO2 in die Stratosphäre injiziert, das größte Volumen seit der Eruption von Krakatau im Jahre 1883.
Die Folge aus dieser gewaltigen Injektion war eine Sonnenlichtreduktion um 5 Prozent. Das wiederum führte zu einem durchschnittlichen Temperaturabfall um 0,5 bis 0,6 °C in der nördlichen Hemisphäre und 0,4 °C weltweit. In der gleichen Zeit stieg die Temperatur in der Stratosphäre um mehrere Grad. Jason Wolfe (2000) zufolge stieg die Temperatur um vier Grad, F. Arfeuille et al. (2013) halten die Modellrechnungen für die Temperaturerhöhung der Stratosphäre für zu hoch. Die zwei folgenden wärmeren Winter werden auf die Reaktionen der vulkanischen Aerosole in der unteren Stratosphäre zurückgeführt. Die Wolken in der Stratosphäre, die durch die Eruption entstanden waren, blieben drei Jahre bestehen.
Die Eruption hatte auch einen signifikanten Effekt auf die Ozonschicht der Erdatmosphäre. Die Ozonschicht in den mittleren Breitengraden hatte den geringsten Stand, der jemals gemessen wurde, und über der Antarktis nahm das Ozonloch eine neue Rekordgröße an. Die Eruption des Hudsons in Chile im August 1991 trug ebenfalls zur Zerstörung der Ozonschicht bei. In der Tropopause wurde beim Eintreffen der Aerosolwolken von Pinatubo und Hudson ein steiler Abfall der Ozonwerte festgestellt.
Eine andere Auswirkung des Staubs in der Atmosphäre war die Erscheinung der Mondfinsternis. Normalerweise ist der Mond auch im Kernschatten sichtbar. Im Jahr nach der Pinatubo-Eruption war er jedoch während der Finsternis fast gar nicht mehr sichtbar, da durch den Staub in der Atmosphäre zu viel Sonnenlicht absorbiert wurde.
Der Ausbruch des Pinatubos lieferte wichtige Daten beim Studium des Geoengineerings, d. h. Verfahren, mit denen der Klimakrise entgegengewirkt werden soll. So konnte geschlussfolgert werden, dass ein Schwefeleintrag, der groß genug ist, um die durch die Verdoppelung des atmosphärischen CO2 verursachte Überhitzung der Erdoberfläche auszugleichen, große Folgen für die Ozonschicht hätte. Die Atmosphärenwissenschaftlerin Simone Tilmes warnte anhand dieser Ergebnisse vor den Risiken des Geoengineerings durch die Einbringung von Schwefel in die Atmosphäre: „Unsere Ergebnisse zeigen, dass dieser Ansatz einer künstlichen Verringerung der globalen Erwärmung große Risiken mit sich bringen würde.“

## Das Gebiet seit 1991

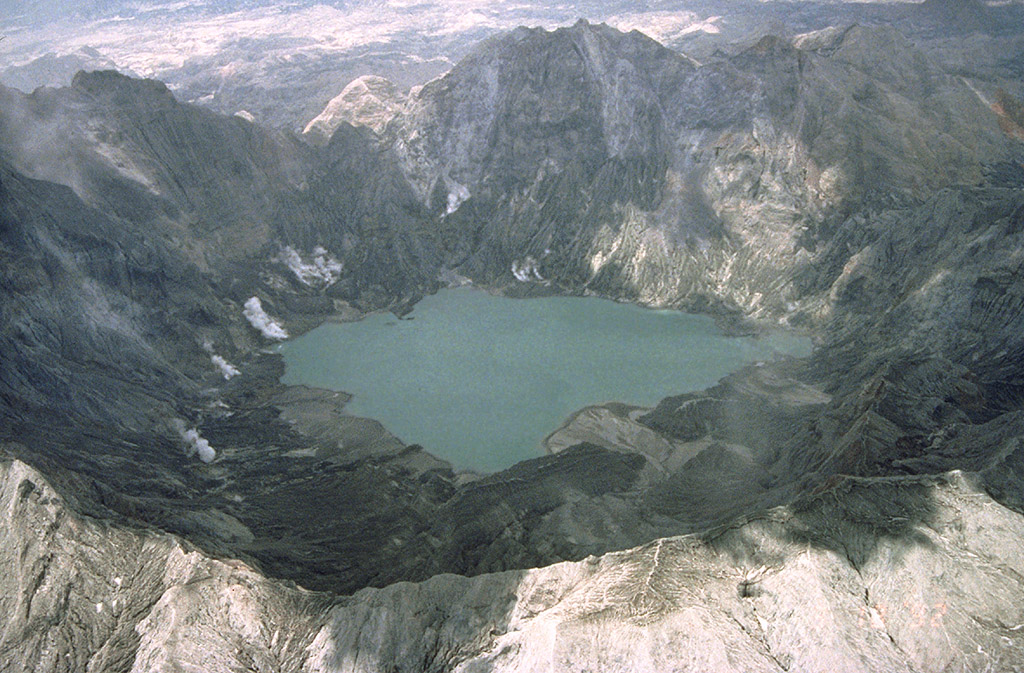
Die Pinatubo-Caldera mit dem Kratersee im Mai 1992. Der See ist von zahlreichen Fumarolen umgeben

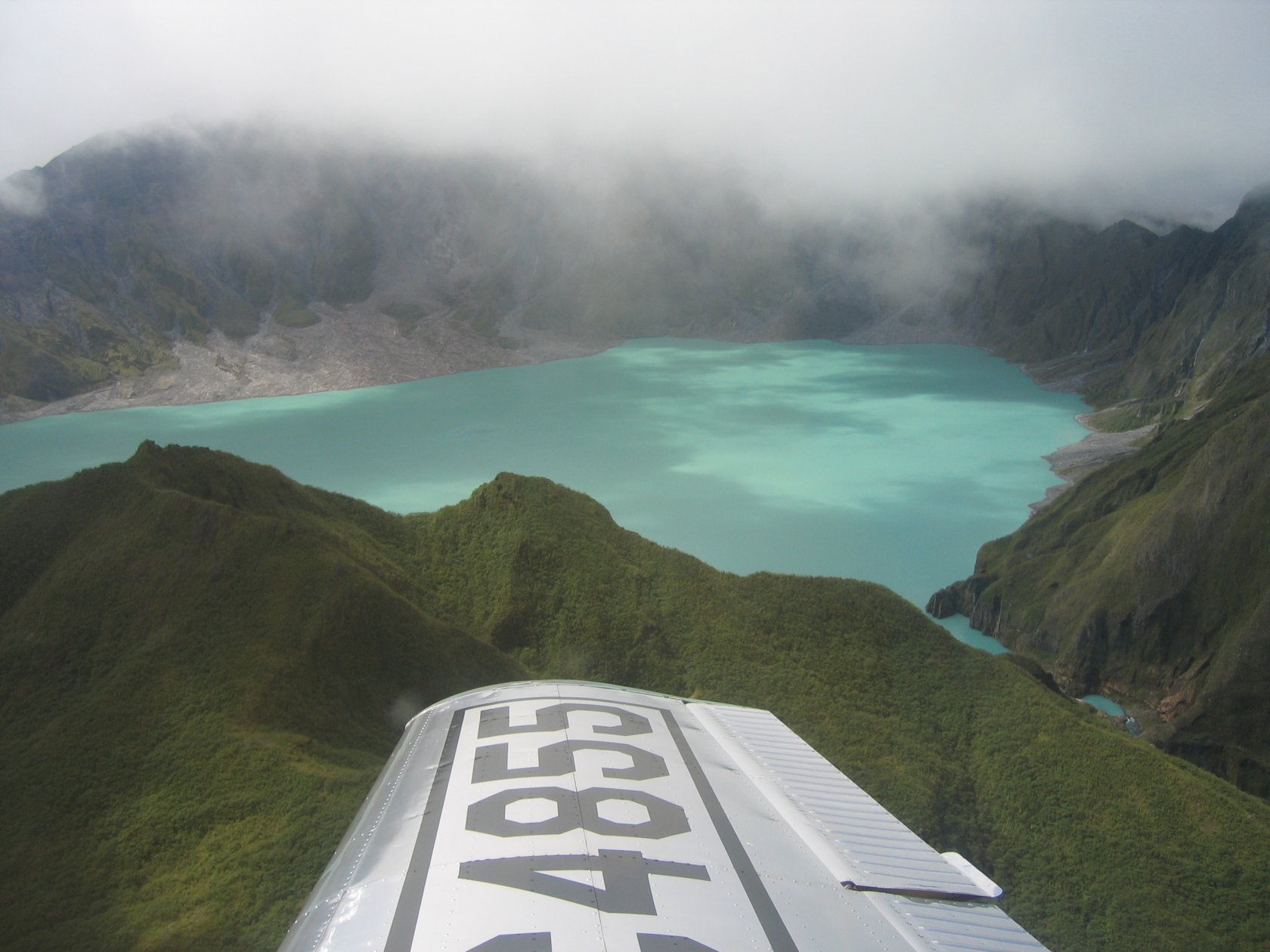
Der Kratersee im September 2006

Nach der Haupteruption am 15. Juni 1991 nahm die Aktivität des Vulkans immer mehr ab. Im August 1991 hörten die Ascheeruptionen auf. Weitere sporadische Eruptionen hielten noch einen weiteren Monat an. Die Aktivität sank danach weiter, bis sich im Juli 1992 ein neuer Lavadom im Krater bildete.
Dieser Lavadom bestand hauptsächlich aus zurückgelassenem Material der Eruption von 1991 und weniger aus dem Magmareservoir tief unter dem Vulkan. Vulkanologen erwarteten, dass weitere gewaltige Eruptionen bevorstanden, so dass einige Gebiete wieder evakuiert wurden. Die Eruption wurde jedoch nicht gewaltig. Das könnte daran liegen, dass sich der Druck durch Entweichen von Gas reduzieren konnte, bevor die Lava die Oberfläche erreichte. Seit 1993 ist der Vulkan ohne Aktivität.
Nach der Eruption bildete sich 1991 ein Kratersee. Durch den 1992 entstandenen Lavadom bildete sich in ihm eine Insel. Am Anfang war der See klein, heiß (40 °C) und stark sauer (pH-Wert lag bei 2). Durch den Regen wurde die Temperatur bis 2003 auf 26 °C gesenkt und der pH-Wert auf 5,5 erhöht.
Der Wasserspiegel stieg durchschnittlich um 1 m pro Monat. Im September 2001 befürchtete die Regierung, die Kraterwände könnten dem steigenden Druck bald nicht mehr standhalten. Die umliegenden Gebiete wurden erneut evakuiert, denn ein Abfließen des Sees sollte künstlich ausgelöst werden. Eine 5 m breite Öffnung wurde in den Kraterrand geschnitten, wodurch das Seevolumen um ein Viertel verkleinert werden konnte. Ungefähr 9000 Menschen waren von dieser Evakuierung betroffen.
Die Aeta der Zambales-Berge hatten am meisten unter der Katastrophe zu leiden. Durch die fast vollständige Zerstörung ihrer Dörfer durch pyroklastische Ströme oder Lahare konnten die meisten von ihnen nicht zu ihrer vorherigen Lebensart zurückkehren. Die wenigen Ureinwohner, deren Dörfer nicht zerstört wurden, kehrten zurück. Die anderen zogen in die von der Regierung geschaffenen Umsiedlungsgebiete. Die Lebensbedingungen dort waren jedoch schlecht. Jede Familie bekam nur ein kleines Stück Land, das für den Getreideanbau ungeeignet war. Viele Aeta wurden Gelegenheitsarbeiter bei Tieflandfarmern. Insgesamt wurden die Aeta der Region mehr und mehr zersplittert und abhängig und musste sich in die Tieflandkultur integrieren.
Aus Laharablagerungen des Vulkans kann man hochwertige Steine für den Hausbau herstellen. Rund um den Pinatubo sind einige große Abbaustätten für das Baumaterial entstanden.
Der Kratersee des Pinatubo ist mittlerweile in kleinem Umfang touristisch erschlossen. Lokale Führer bieten Wanderungen dorthin an. Üblicherweise werden Besucher mit Allradfahrzeugen entlang des Flussbettes des Tarlac River gefahren, bis das Gelände unpassierbar wird und man seinen Weg zu Fuß fortsetzen muss. Die philippinische Luftwaffe überwacht von einem kleinen Stützpunkt aus den Zugang zum Berg.

## Ausbruch 2021
Am 30. November 2021 ereignete sich eine phreatische Eruption mit einer großen Aschewolke aus Wasser und Gas, die bis in Höhen von 14.300 Meter aufgestiegen war.